# Juan Antonio Ríos
Juan Antonio Ríos Morales (ur. 1888, zm. 1946) – chilijski adwokat, dyplomata i polityk, minister spraw wewnętrznych w 1932, a następnie minister sprawiedliwości. Prezydent Chile z ramienia Partii Radykalnej od 2 kwietnia 1942 do 27 czerwca 1946.